# Carlos Lyra

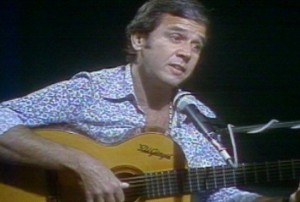
Carlos Lyra

Carlos Eduardo Lyra Barbosa (* 11. Mai 1933 in Botafogo, Rio de Janeiro; † 16. Dezember 2023 ebenda) war ein brasilianischer Musiker (Sänger, Gitarrist und Komponist), der zahlreiche klassische Stücke der Bossa Nova und Música Popular Brasileira geschrieben hat.

## Leben und Wirken
Lyra wurde als Sohn einer Hausfrau und eines Beamten der Armada Argentina geboren. Schon seit frühester Jugend kam er mit Musik in Kontakt, insbesondere durch die Interpretationen seiner Mutter der Werke von Claude Debussy und anderer Impressionisten am Klavier.
Gemeinsam mit Roberto Menescal gründete Lyra eine Gitarrenschule, aus der Musiker wie Edu Lobo, Marcos Valle, Nara Leão oder Ronaldo Bôscoli hervorgingen. 1954 stellte Geraldo Vandré seinen Song Menina vor, der ein Jahr später von Sylvia Telles aufgenommen wurde. 1958 nahm Os Cariocas sein Criticando auf, im Folgejahr präsentierte João Gilberto auf seinem Album Chega de Saudade drei von Lyras Stücken vor (Maria Ninguém, Lobo Bobo und Saudade Fez um Samba). Im selben Jahr erhielt Lyra die Gelegenheit, sein erstes Album herauszubringen. Daneben schrieb er die Theatermusik für das Stück A mais-valia vai acabar, seu Edgar von Vianinha. Gemeinsam mit Vinícius de Moraes schrieb er klassische Songs der Bossa Nova wie Você e Eu, Minha Namorada, Marcha da Quarta-Feira de Cinzas und Coisa Mais Linda. 1961 war er einer der Gründer des Centro Popular de Cultura, wo Protestsongs entstanden; so schrieb er mit Zé Kéti den Samba da Legalidade. 1962 trat er in der Carnegie Hall auf, 1964 auf dem Newport Jazz Festival. Mit Stan Getz tourte er im selben Jahr durch Europa; im Folgejahr nahm er mit Paul Winter auf.
1965 ging Lyra ins Exil nach Mexiko, wo er bis 1971 blieb und vor allem Theater- und Filmmusiken schrieb. 1983 begann er, mit Paulo César Pinheiro zu arbeiten. 1987 trat er in Spanien mit Caetano Veloso, Toquinho und Nana Caymmi auf. 1988 tourte er mit Leila Pinheiro und dem Quarteto em Cy durch Japan. 1992 trat Lyra in Europa mit Gerry Mulligan und Gary Burton auf, um 1997 mit Roberto Menescal, Leila Pinheiro und Astrud Gilberto Gastspiele in Japan zu geben. Er war weiterhin als Komponist aktiv. 2008 erschien seine Autobiographie Eu e a bossa.
Lyra starb im Alter von 90 Jahren in einem Krankenhaus in Rio de Janeiro an einer Sepsis. Die Sängerin Kay Lyra ist seine Tochter.

## Diskographie
- 1959 – Bossa Nova
- 1961 – Carlos Lyra
- 1962 – Carlos Lyra / Laís / Lúcio Alves / Silvia Telles / Vinícius de Moraes / Conjunto Oscar Castro-Neves Bossa Nova Mesmo
- 1963 – Depois do carnaval, O Sambalanço de Carlos Lyra
- 1964 – Pobre Menina Rica
- 1965 – Paul Winter / Carlos Lyra The Sound of Ipanema
- 1967 – Carlos Lyra
- 1969 – Carlos Lyra / Saravá
- 1971 – …E no Entanto é Preciso Cantar
- 1972 – Eu & Elas
- 1974 – Carlos Lyra
- 1975 – Herói do Medo
- 1987 – 25 Anos de Bossa Nova
- 1993 – Bossa Lyra
- 1994 – Carioca de Algema
- 1994 – Songbook
- 1999 – Baden Powell / Carlos Lyra / Miúcha / Toquinho Vivendo Vinícius ao Vivo
- 2000 – Enciclopédia musical brasileira
- 2000 – Millennium
- 2003 – Coisa mais linda – As canções de Carlos Lyra
- 2004 – Sambalanço
- 2005 – Carlos Lyra – 50 Anos de Música